# Canarium paniculatum
Canarium paniculatum är en tvåhjärtbladig växtart som beskrevs av George Bentham och Adolf Engler. Canarium paniculatum ingår i släktet Canarium och familjen Burseraceae. Inga underarter finns listade i Catalogue of Life.